# 愛知県立一宮起工科高等学校
愛知県立一宮起工科高等学校（あいちけんりつ いちのみやおこしこうかこうとうがっこう）は、愛知県一宮市小信中島にある公立高等学校。

## 歴史
木曽川に近い中島郡起町は江戸時代から繊維業で栄え、明治後期からは特に毛織物の産地として栄えた。
1914年（大正3年）に実業学校令が発布されると、尾州織物（尾西織物）の向上や発展を目的として、1915年（大正4年）には愛知県中島郡起町立織染学校が開校した。起町立織染学校の開校は大正天皇御大典の記念事業の一つでもある。
開校当初は起町立起尋常高等小学校に仮校舎を置いたが、1917年（大正6年）には現在地に建設された校舎に移った。1920年（大正9年）には愛知県起工業学校に改称し、1923年（大正12年）には愛知県に移管された。開校からしばらくは本科3年制度だったが、1935年（昭和10年）には第一本科5年、第二本科2年制を導入した。
太平洋戦争後の学制改革で高等学校が新制になると、現校名の愛知県立起工業高等学校が発足した。1955年（昭和30年）には起町と朝日村と今伊勢町開明地区が合併して尾西市が発足。起町時代は町内に起工業高校しか高等学校はなかったが、1956年（昭和31年）には普通科の愛知県立木曽川高等学校が尾西市内（旧・今伊勢町域）に開校している。
起工高も全日制のみで発足したが、繊維工場の中卒労働者に向けて、1960年（昭和35年）に夜間定時制、1964年（昭和39年）に交代制昼間定時制を開設。昼間定時制は1972年（昭和47年）に起高校として独立したが、1986年（昭和61年）に起高校は廃校し、1999年（平成11年）に夜間定時制も閉課程した。一方で、午前部・午後部の新たな普通科昼間定時制「翼キャンパス」が1999年（平成11年）に発足している。
2019年（令和元年）11月25日、県教委は2021年（令和3年）4月に校名を一宮起工科高等学校に変更し、全日制課程については電子機械科をロボット工学科に改編し、化学工業科は改組して環境科学科を新設し、生活コースを設置する予定と発表、さらに2020年（令和2年）6月に機械電気系と環境デザイン系での括り募集実施が発表された。これらの時点では定時制課程の扱いについては発表されていなかったが、2020年（令和2年）9月に校名変更後の学校名で、現行通りの学科募集を行う見込みであることが発表された。

## 設置学科

### 全日制課程

#### 機械・電気系
1年次は以下の3学科共通のカリキュラム。1年次の終盤に学科を選択する。
- ロボット工学科
- 機械科
- 電子工学科

#### 環境・デザイン系
1年次は以下の2学科共通のカリキュラム。1年次の終盤に学科を選択する。
- 環境科学科（生活コース設置）
- デザイン科

### 昼間定時制（翼キャンパス）
- 普通科（単位制）

## 出身者
- 山内一弘 - プロ野球選手・監督。
- 鳥山明 - 漫画家。デザイン科卒業。ドラゴンボール、Dr.スランプ（アラレちゃん）の原作者。
- 石月努 - ミュージシャン。FANATIC◇CRISISのボーカル。
- 梅津諭 - 画家。

## 最寄り駅
- JR東海道本線 尾張一宮駅、名鉄名古屋本線・尾西線 名鉄一宮駅下車、名鉄一宮駅バスターミナルから、名鉄バスの起（おこし）行きに乗車し、「起工高・三岸美術館前」停留所下車すぐ。